# 沈鳳
沈 鳳（しん ほう、生没年不詳）は、中国清朝中期の篆刻家・画家である。
字は凡民、号は補蘿。常州府江陰県の人。

## 略伝
王澍に就いて書を学び、博学であった。篆刻を最も得意とし、次に山水画に優れた。王澍は彼の篆刻を重んじている。また揚州八怪の一人である鄭燮（鄭板橋）の用いた印章の多くは沈鳳の作である。乾隆年間に71歳で没した。

## 著書
- 『謙斎印譜』